# Zasoby geologiczne
Zasoby geologiczne – najbardziej ogólna kategoria określania zasobów złóż i potencjalnych złóż kopalin lub wystąpień mineralnych. Zasoby te są określane zarówno na najniższym stopniu rozpoznania złoża, jak i w oparciu o niesprecyzowane, lub bardzo ogólnie sprecyzowane kryteria bilansowości. Nierzadko na tym etapie określony jest tylko współczynnik koncentracji. W ten sposób można określić całkowitą, znaną i potencjalnie dostępną w ramach znanych technologii ilość składnika użytecznego, bez przesądzania o warunkach i celowości jego eksploatacji.